# Geelong Cats
Geelong Cats är en professionell australisk fotbollsklubb från Geelong, Victoria. Klubben tävlar i Australian Football League.

## Klubblåt
| Engelsk originaltext | Svensk översättning |
| --- | ------------------- |
| We are Geelong, the greatest team of all We are Geelong, we're always on the ball We play the game as it should be played At home or far away Our banners fly high, from dawn to dark Down at Kardinia Park So! Stand up and fight, remember our tradition Stand up and fight, it's always our ambition Throughout the game to fight with all our might Because we're the mighty blue and white And when the ball is bounced, to the final bell Stand up and fight like hell! |                     |